# Charles Gordon-Lennox, 8. Duke of Richmond

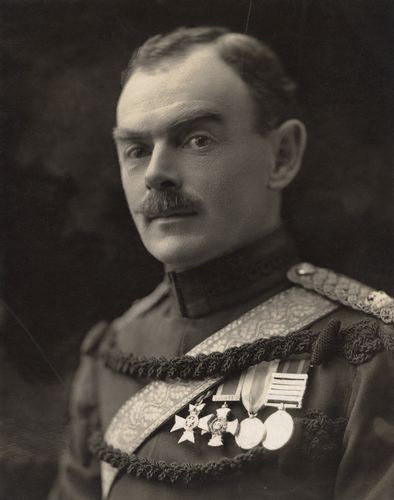
Charles Gordon-Lennox, 8. Duke of Richmond

Charles Henry Gordon-Lennox, 8. Duke of Richmond DSO MVO (* 30. Dezember 1870; † 7. Mai 1935) war ein britischer Adliger.
Er war der älteste Sohn des Charles Henry Gordon-Lennox, 7. Duke of Richmond, aus dessen erster Ehe mit Amy Mary Ricardo. Als Heir apparent seines Vaters führte er ab 1903 den Höflichkeitstitel Earl of March.
Er besuchte das Eton College und studierte dann am Christ Church College der Universität Oxford. Nach Ende seiner Ausbildung ging er zur British Army und diente im Zweiten Burenkrieg, wobei er 1900 mit dem Distinguished Service Order ausgezeichnet wurde. Nach dem Krieg wurde er Major bei den Irish Guards und wurde 1905 als Member des Royal Victorian Order ausgezeichnet. Er war zeitweise Deputy Lieutenant von Sussex und Friedensrichter für Morayshire und erreichte in der British Army den Rang eines Lieutenant-Colonel der Sussex Yeomanry.
1928 erbte er beim Tod seines Vaters dessen Adelstitel als Duke of Richmond, Lennox and Gordon und wurde dadurch Mitglied des House of Lords. Von 1928 bis 1935 war er Lord Lieutenant von Morayshire. Er überlebte seinen Vater nur um sieben Jahre. Seine Titel fielen 1935 an seinen jüngsten und einzigen überlebenden Sohn Frederick.
Der Duke hatte 1893 Hilda Madeleine Brassey (1872–1971), Tochter des Unterhausabgeordneten Henry Arthur Brassey, Gutsherr von Preston Hall in Kent, geheiratet, mit der er fünf Kinder hatte:
- Lady Amy Gwendoline Gordon-Lennox (1894–1975), ⚭ 1917 Sir James Stuart Coates, 3. Baronet;
- Hon. Charles Henry Gordon-Lennox (*/† 1895);
- Lady Doris Hilda Gordon-Lennox (1896–1980), ⚭ 1923 Clare George Vyner;
- Charles Henry Gordon-Lennox, Lord Settrington (1899–1919, gefallen);
- Frederick Charles Gordon-Lennox, 9. Duke of Richmond (1904–1989).